# João Batista Ribeiro de Andrade Fernandes
João Batista Ribeiro de Andrade Fernandes (Laranjeiras, 24 de junio de 1860 - Río de Janeiro, 13 de abril de 1934), más conocido como João Ribeiro, fue un periodista, crítico literario, filólogo, historiador, pintor y traductor brasileño. Fue miembro de la Academia Brasileña de Letras.